# Atlabara FC
El Atlabara FC es un equipo de fútbol de Sudán del Sur que milita en el Campeonato de fútbol de Sudán del Sur, el torneo de fútbol más importante del país.

## Historia
Fue fundado en el año 1960 la capital Juba con el nombre Africana y es uno de los equipos fundadores del Campeonato de fútbol de Sudán del Sur, creado luego de la independencia del territorio. Ha sido campeón de liga en tres ocasiones.
A nivel internacional es el primer equipo de Sudán del Sur en competir en la Liga de Campeones de la CAF, en la edición del 2014, siendo eliminado por el Berekum Chelsea F.C. de Ghana en la ronda preliminar.

## Palmarés
- Campeonato de fútbol de Sudán del Sur: 3

2013, 2015, 2019
- Copa de Sudán del Sur: 1

2021

## Participación en competiciones de la CAF
| Temporada | Torneo                       | Ronda      | Club                 | Casa | Visita | Global      |
| --------- | ---------------------------- | ---------- | -------------------- | ---- | ------ | ----------- |
| 2014      | Liga de Campeones de la CAF  | Preliminar | Berekum Chelsea F.C. | 2-0  | 0-2    | 2-2 (0-3 p) |
| 2016      | Copa Confederación de la CAF | Preliminar | Police               | 2-1  | 1-3    | 3-4         |
| 2017      | Liga de Campeones de la CAF  | Preliminar | Cotonsport Garoua    | 2-5  | 0-2    | 2-7         |
| 2019/20   | Liga de Campeones de la CAF  | Preliminar | Al-Ahly SC           | 0-4  | 0-9    | 0-13        |
| 2021/22   | Copa Confederación de la CAF | 1          | Al-Ahli Merowe       | 0-2  | 0-2    | 0-4         |